# Plans franco-britanniques pour une intervention dans la guerre d'Hiver
Durant les premières phases de la Seconde Guerre mondiale, les Alliés britanniques et français ont fait une série de propositions visant à envoyer des troupes combattre contre l'Union soviétique, qui avait envahi la Finlande à la suite du Pacte germano-soviétique. Les plans prévoyaient le transit des troupes britanniques et françaises et de leurs équipements par la Norvège et la Suède neutres.

## Contexte

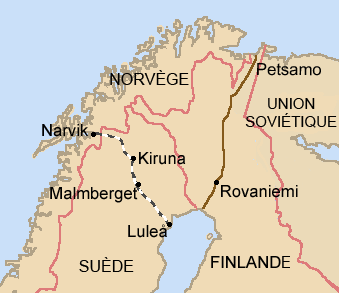
L'appui franco-britannique a été offert à la condition que leurs forces armées puissent traverser librement la Norvège et la Suède neutres au lieu de passer par le difficile passage de Petsamo, alors occupé par l'Union soviétique.

À la nouvelle que la Finlande pourrait être contrainte de céder sa souveraineté à l'Union soviétique, l'opinion publique en France et au Royaume-Uni, déjà favorable à la Finlande, pencha en faveur d'une intervention militaire. Quand des rumeurs d'un armistice parvinrent aux oreilles des gouvernements français et britanniques, les deux gouvernements décidèrent d'offrir un soutien militaire.

## Approche alliée initiale
En février 1940, les Alliés ont offert leur aide : le plan allié, approuvé les 4 et 5 février par le Haut Commandement allié, se composait de 100 000 Britanniques et 35 000 Français, qui devaient débarquer dans le port norvégien de Narvik et soutenir la Finlande par la Suède, tout en sécurisant les routes d'approvisionnement. Les plans prévoyaient de lancer l'opération le 20 mars à la condition que les Finlandais fassent d'abord une demande officielle d'assistance afin que l'Allemagne ne puisse prétendre que les forces franco-britanniques ne constituaient une armée d'invasion. Le 2 mars, des demandes de transit ont été officiellement formulées aux gouvernements de la Norvège et la Suède. On[Qui ?] avait espéré que l'intervention des Alliés finirait par faire basculer ces deux pays neutres dans le camp des Alliés, grâce au renforcement de leurs positions vis-à-vis de l'Allemagne, même si Hitler avait déclaré en décembre au gouvernement suédois que la présence de troupes franco-britanniques sur le sol suédois provoquerait immédiatement une invasion allemande.
Cependant, seule une petite fraction des troupes franco-britanniques était destinée à la Finlande. Les propositions visant à entrer en Finlande directement, via le port libre de glace de Petsamo, avait déjà été rejetées. Il y avait des spéculations dans certains milieux diplomatiques[Lesquels ?], qui étaient encouragées par des sources allemandes, que le véritable objectif de l'opération était d'occuper le port norvégien de Narvik et les vastes régions montagneuses du nord où se trouvaient les mines de fer suédoises à partir desquelles il a été supposé[Par qui ?] que le Troisième Reich recevait une part importante de son minerai de fer (30 % en 1938), qui était considéré comme essentiel pour la production de guerre. Si les gouvernements français et britannique avaient plus tard trahi leur promesse de ne pas s'emparer de nouveaux territoires ou de biens norvégiens et suédois et que les troupes franco-britanniques s'étaient ensuite déplacées pour arrêter les exportations vers l'Allemagne, la région aurait pu devenir un champ de bataille important entre les Alliés et les Allemands.
Le plan franco-britannique, comme initialement conçu, proposait une défense de toute la Scandinavie au nord d'une ligne Stockholm-Göteborg ou Stockholm-Oslo, le concept britannique de la « ligne des lacs » suivant les lacs  Mälar, Hjälmaren, et Vänern, ce qui serait une bonne défense naturelle des 1 700–1 900 km au sud de Narvik. La ligne de démarcation, la ligne de lacs devait impliquer non seulement les deux plus grandes villes de Suède mais aussi pouvait conduire à ce que de grandes parties du territoire suédois soient occupées par une armée étrangère ou situées dans une zone de guerre potentielle. Plus tard, le plan a été révisé pour inclure seulement la moitié nord de la Suède et une bande côtière étroite de la Norvège.

## Réactions norvégienne et suédoise
Malgré ce compromis, le gouvernement norvégien a refusé le droit de transit au projet de l'expédition franco-britannique. Le gouvernement suédois, dirigé par le premier ministre Per Albin Hansson, a également refusé d'autoriser le transit des troupes armées à travers le territoire suédois, bien que la Suède ne s'était pas déclaré neutre dans la guerre d'Hiver. Au lieu de cela, le gouvernement suédois a présenté un argument curieux que depuis qu'il avait déclaré une politique de neutralité dans la guerre opposant la France, le Royaume-Uni et l'Allemagne, l'octroi de droits de transit par la Suède à un corps franco-britannique, même si elle ne serait pas utilisée contre l'Allemagne, serait une dérogation au droit international sur la neutralité. Cette interprétation stricte semble n'avoir été qu'un prétexte pour éviter de fâcher les gouvernements soviétique et allemand puisqu'elle a été abandonnée après 15 mois.
Le 18 juin 1941, le gouvernement suédois a rapidement accepté la demande de l'Allemagne d'octroi de droits de transit aux troupes allemandes à travers la Suède pour rejoindre la Finlande depuis la Norvège. alors occupé, pour rejoindre l'attaque allemande sur l'Union soviétique. Il y a 2 140 000 soldats allemands et plus de 100 000 wagons militaire allemands qui allaient traverser le territoire suédois neutre, ce qui affichait donc la prévalence de la force sur le droit pour les trois années suivantes[Information douteuse].
Le cabinet suédois a également décidé de rejeter les appels répétés des Finlandais pour le déploiement de troupes régulières suédoises en Finlande, et les Suédois ont également précisé finalement que leur soutien actuel en armes et munitions ne pouvaient plus être maintenu très longtemps. Diplomatiquement, la Finlande était coincée entre les espoirs alliés d'une guerre prolongée et les craintes suédoises et norvégiennes que les Alliés et les Allemands pourraient bientôt s'affronter sur les sols suédois et norvégien. En outre, la Norvège et la Suède craignaient un afflux de réfugiés finlandais si la Finlande devait perdre face aux Soviétiques.

## Propositions alliées et efforts alliés sur les négociations de paix
Alors que l'Allemagne et la Suède faisait pression sur la Finlande pour qu'elle accepte la paix dans de mauvaises conditions, le Royaume-Uni et la France avaient l'objectif inverse. Différents plans ont été présentés aux Finlandais. Au début, la France et le Royaume-Uni ont promis d'envoyer 20 000 hommes, qui débarqueraient sur les lieux fin de février 1940. À la fin de ce mois, la commandant en chef finlandais, le maréchal Mannerheim, était pessimiste sur la situation militaire. Le 29 février, le gouvernement finlandais a donc décidé d'entamer des négociations de paix. Ce même jour, les Soviétiques ont lancé une attaque contre Viipuri.
Lorsque la France et le Royaume-Uni se sont rendu compte que la Finlande envisageait un traité de paix, ils ont fait une nouvelle offre de 50 000 soldats, si la Finlande demandait de l'aide avant le 12 mars. Grâce à des agents soviétiques introduits dans les gouvernements français et britannique, des indications sur les plans d'intervention franco-britannique sont parvenues jusqu'à Joseph Staline et ont pu avoir fortement contribué à sa décision d'augmenter la pression militaire sur l'armée finlandaise, tout en offrant en même temps la possibilité de négocier un armistice.

### Citations
1. ↑  National Archives and Records Administration: State Department and Foreign Affairs Records - Sweden
2. ↑  Scandinavian Press, Issue 3 1995)« Article »(Archive.org • Wikiwix • Archive.is • Google • Que faire ?) (consulté le 17 septembre 2013)